# Marcus Kane
Marcus Kane (Belfast, 8 dicembre 1991) è un calciatore nordirlandese, difensore o centrocampista del Glentoran.

## Carriera

### Club
Il 1º luglio 2012 viene acquistato a titolo definitivo dalla squadra nordirlandese del Glentoran.

## Palmarès

### Club

#### Competizioni nazionali
- Campionato nordirlandese: 1

Linfield: 2010-2011
- Irish Cup: 3

Linfield: 2010-2011
Glentoran: 2014-2015 2019-2020
- IFA Charity Shield: 1

Glentoran: 2015